# Сигнални флагове във Формула 1
Флаговете са своеобразни „Пътни знаци“ във Формула 1. С тяхна помощ пилотите получават информация за състезанието и безопасността им.
Във Формула 1 и други автомобилни спортове се използват следните флагове:
| Флаг                         | Значение |
| ---------------------------- | --- |
| Green flag                   | Зелен флаг – Край на опасностите на и около пистата; повторен старт на състезанието, след прибиране на колата за сигурност. |
| Yellow flag                  | Жълт флаг – Опасност на трасето, забранява изпреварването, задължава да се намали скоростта. |
| Yellow flag with red stripes | Жълт флаг с червени черти – Хлъзгав участък от пистата, наличие на отломки или масло вследствие от инцидент. |
| Black flag                   | Черен флаг – Незабавно дисквалифициране на пилота, чийто номер е показан заедно с флага. Заедно с червен флаг, сигнализира на всички пилоти да се приберат в боксовете, обикновено при прекратяване на състзанието след сериозен инцидент. |
| Meatball flag                | Черен флаг с оранжев кръг – Механичен проблем за болида, чийто номер е изписан на флага. |
| Black and white flag         | Черно-бял флаг – Наказание за неспортсменско поведение на пистата. |
| Blue flag with yellow stripe | Син флаг – Пилотът ще бъде застигнат от по-бърз болид и е длъжен да го пропусне при първа възможност. |
| Red flag                     | Червен флаг – Прекратяване на състезанието преждевременно. При неговото показване всички болиди трябва да се върнат в боксовете. |
| White flag                   | Бял флаг – Бавно движеща се кола на пистата. |
| Chequered flag               | Кариран флаг – финал на състезанието. |